# Wyatt Earp
Wyatt Berry Stapp Earp (Monmouth, 19 marzo 1848 – Colma, 13 gennaio 1929) è stato un pistolero statunitense.
Celebre sceriffo, cacciatore di bisonti, giocatore d'azzardo, e gestore di saloon nel Selvaggio West americano e delle frontiere minerarie della California e dell'Alaska.
È soprattutto noto per aver partecipato alla sparatoria all'O.K. Corral con i fratelli Virgil e Morgan e con Doc Holliday. La sua leggendaria figura ha ispirato numerosi film western: il regista John Ford lo conobbe personalmente quando, ancora giovane, girava film muti. Dai suoi racconti trasse spunto per uno dei suoi capolavori: Sfida Infernale (My Darling Clementine).

## Biografia

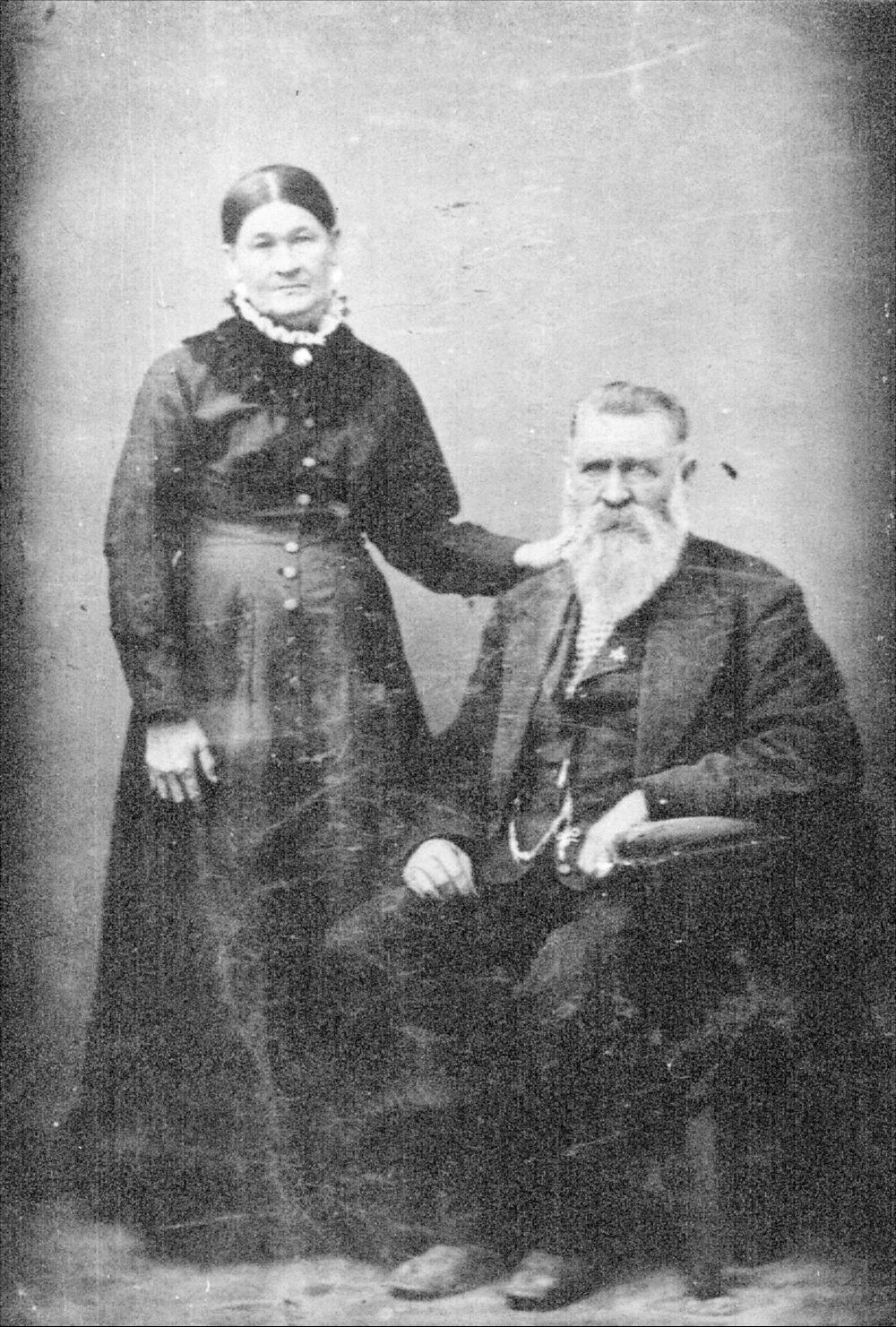
Nicholas e Virginia Ann Earp, genitori di Wyatt Earp

Wyatt Earp nacque da Nicholas Porter Earp (1813-1907), un bottaio e agricoltore, e dalla sua seconda moglie Virginia Ann Cooksey (1821-1893). Quinto di nove figli, ricevette il nome di Wyatt in onore di Wyatt Berry Stapp, ufficiale comandante di suo padre durante la guerra messico-statunitense. Nel marzo del 1849 la famiglia Earp lasciò Monmouth per la California, che però non raggiunsero mai, stabilendosi nello Iowa, dove vissero in una fattoria nei pressi di Pella.
Il 4 marzo 1856 il padre di Wyatt vendette la sua fattoria per fare ritorno a Monmouth, ma una volta lì non riuscì a trovare lavoro né come bottaio né come bracciante agricolo. Senza lavoro, scelse di diventare guardia municipale e restò in servizio per circa tre anni. L'uomo, tuttavia, si creò una seconda fonte di guadagno grazie al commercio di alcolici, scatenando su di sé le ire del locale movimento proibizionista. Proprio a causa di queste inimicizie, nel 1859 venne processato ed accusato di traffico illegale di alcolici e, incapace di pagare la multa impostagli dalla sentenza del tribunale, fu costretto a vendere all'asta la sua proprietà l'11 novembre 1859. Due giorni dopo la famiglia Earp lasciò Monmouth per fare ritorno a Pella.
Durante il secondo soggiorno degli Earp a Pella, scoppiò la guerra di secessione e i tre fratelli Earp, Newton, James e Virgil, si arruolarono nell'esercito unionista l'11 novembre 1861. Poiché aveva solo tredici anni, il giovane Wyatt non venne accettato nell'esercito per unirsi ai suoi fratelli, nonostante i suoi numerosi tentativi, che lo videro però costantemente ripreso dal padre e riportato a casa. Dopo essere stato gravemente ferito a Fredericktown, suo fratello James fece ritorno a casa nell'estate del 1863, mentre Newton e Virgil combatterono al fronte diverse battaglie prima di fare ritorno a casa sani e salvi.

### Il soggiorno in California

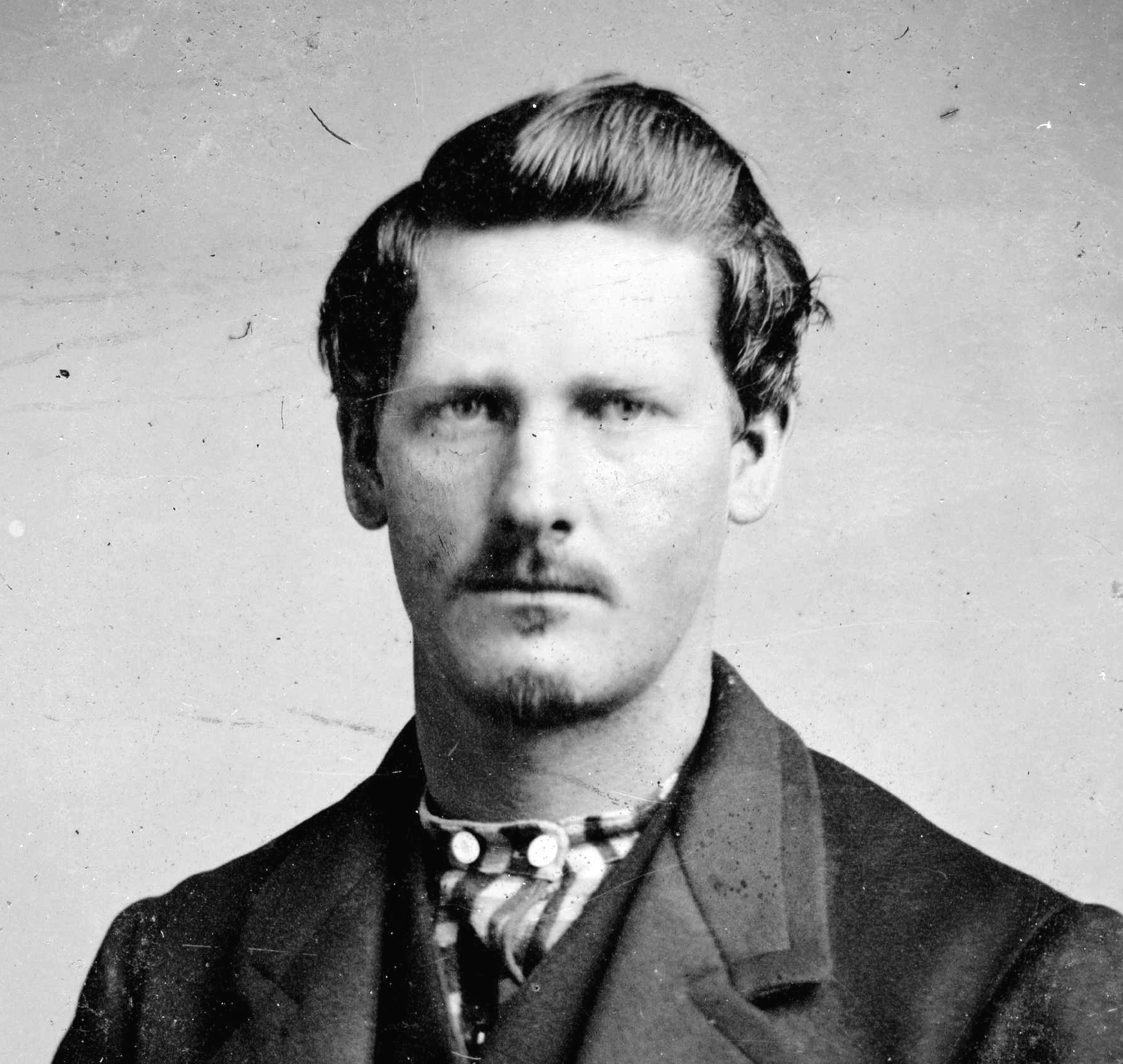
Wyatt Earp nel 1869

Il 12 maggio 1864 la famiglia Earp si unì ad una carovana diretta in California. Alla fine dell'estate del 1865 Wyatt e suo fratello Virgil trovarono lavoro nella compagnia di trasporti del noto finanziere Phineas Banning e presero servizio lungo la linea di trasporti nella Imperial Valley. Nella primavera del 1866 Wyatt iniziò a lavorare come capo carovana lungo la rotta Wilmington-Prescott, in Arizona. Nel 1868 venne assunto per fare la stessa attività per conto di una compagnia che trasportava materiali e rifornimenti per conto della compagnia ferroviaria Union Pacific Railroad. Diversi biografi sostengono che fu durante questo periodo che il giovane Earp venne iniziato al gioco d'azzardo e inizió la sua attività di arbitro di pugilato, arbitrando, tra gli altri, pugili del calibro di John Shanssey e Mike Donovan.

### La carriera di sceriffo
Nella primavera del 1868 la famiglia Earp si trasferì a Lamar, una cittadina del Missouri, dove il padre di Wyatt divenne lo sceriffo locale. Quando Nicholas Earp rassegnò le dimissioni per diventare giudice di pace il 17 novembre 1869, Wyatt venne eletto sceriffo al suo posto.
Il 10 gennaio 1870 Wyatt sposò la sua prima moglie Urilla Sutherland (1849-1870), proveniente da una famiglia di origini newyorchesi. Tuttavia il loro matrimonio fu relativamente breve a causa della morte della donna, le cui cause di decesso sono ancora incerte (forse per un attacco di tifo). In seconde nozze, nel 1878, Wyatt Earp sposò Celia Ann Blaylock (1850-1888) e in terze nozze, nel 1882, la ballerina Josephine Sarah Marcus (1861-1944), accanto alla quale oggi i suoi resti giacciono.

#### Dodge City, Kansas

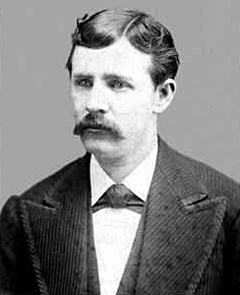
Wyatt Earp, 1873-75 circa

A partire dal 1875, Dodge City era diventata una delle stazioni ferroviarie più importanti della linea servita dalla compagnia Chisholm Trail. Circa nel maggio 1876 Wyatt Earp fu nominato assistente dello sceriffo di Dodge City, Lawrence Deger, e trascorse l'inverno del 1876-77 nella cittadina di Deadwood, South Dakota, in piena corsa all'oro. In primavera tornò a Dodge City su richiesta del sindaco James H. Kelley.

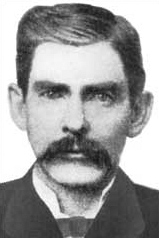
John Henry Holliday

Nell'ottobre 1877 il fuorilegge Dave Rudabaugh rapinò una filiale della Sante Fe Railroad e fuggì a sud. A Earp fu affidato l'incarico di mettersi sulle sue tracce e Wyatt inseguì senza sosta Rudabaugh per tutto il Texas, da Fort Clark a Fort Griffin, ma senza mai riuscire a catturarlo. L'11 maggio 1878 i giornali di Dodge riportarono la notizia che Earp era tornato in città e il Times fece notare che il 14 maggio era stato riconfermato nel ruolo di vice, questa volta dello sceriffo Charlie Bassett.
Nell'estate del 1878 Ed Morrison e una dozzina di altri cowboy si misero a terrorizzare la città, galoppando a gran velocità lungo Front Street. La banda entrò nel Long Branch Saloon, distruggendo gli arredi del locale ed importunando i clienti. Informato dei fatti, Earp si recò al saloon, ma appena entrato si trovò puntate addosso numerose pistole; secondo un'altra versione dei fatti, solo tre o cinque cowboy erano nel locale al momento dell'arrivo di Wyatt. In entrambe le versioni, Doc Holliday stava giocando a carte nel retro e puntò la pistola alla testa di Morrison, costringendo lui e i suoi uomini a gettare le armi. Earp diede sempre merito a Holliday di avergli salvato la vita quel giorno, e i due divennero amici.
Il 26 luglio 1878 George Hoyt (riportato in alcune cronache dell'epoca come "Hoy") ed altri cowboy ubriachi si misero a sparare verso le 3 di notte all'interno del Comique Theater di Dodge City. Fortunatamente, non ci furono morti o feriti. Wyatt Earp e l'agente Bat Masterson risposero al fuoco, insieme a vari altri cittadini accorsi sul posto, appena avvertiti dell'accaduto. La banda fuggì a cavallo, ma, all'altezza del ponte sul fiume Arkansas, Hoyt cadde da cavallo, colpito a un braccio o a una gamba. A posteriori Earp raccontò al suo biografo Stuart Lake di aver visto la sagoma di Hoyt che si stagliava contro l'orizzonte mattutino e di aver sparato un colpo mortale, uccidendolo sul colpo; tuttavia il Dodge City Times riportò la notizia che Hoyt era deceduto il 21 agosto seguente a causa di una necrosi alla gamba che aveva reso necessaria l'amputazione dell'arto.

#### Tombstone, Arizona

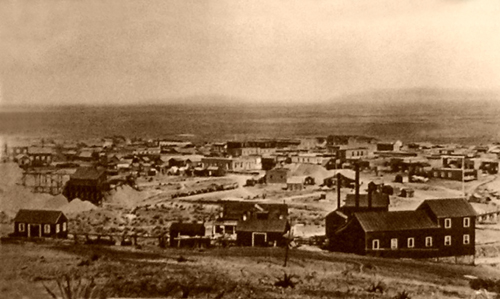
L'abitato di Tombstone in una foto del 1891

Il 9 settembre 1879 Earp diede le dimissioni dalle forze di polizia di Dodge City e si mise in viaggio verso Las Vegas, nel Nuovo Messico, con l'amante dell'epoca Mattie Blaylock, il fratello Jim e la moglie di questi, Bessie. A Las Vegas il gruppo si riunì con Doc Holliday e la sua compagna Big Nose Kate, e tutti insieme si recarono a Prescott, in Arizona. Wyatt, Virgil Earp, e James Earp arrivarono a Tombstone con le rispettive compagne il 1º dicembre 1879, mentre Doc Holliday rimase a Prescott.
La città di Tombstone era stata fondata il 5 marzo 1879 con una popolazione di circa 100 persone. Gli Earp arrivarono nove mesi dopo, quando la popolazione era già salita a 1000 residenti.
In aprile o maggio del 1880 Wyatt venne assunto dall'agente della Wells Fargo Fred J. Dodge come parte della scorta armata alle diligenze della compagnia. A fine luglio 1880 arrivò anche il fratello più giovane Morgan, lasciando la moglie Lou a Temescal, California (vicino a San Bernardino). Anche Warren Earp si trasferì a Tombstone. Doc Holliday arrivò da Prescott in settembre, rimpinguato dai lauti guadagni ottenuti con il gioco d'azzardo (barando).
Lo sceriffo della Contea di Cochise Charles A. Shibell reclutò Wyatt come agente operativo degli US Marshals di Tombstone il 28 luglio 1880 ed Earp passò il suo lavoro di agente di scorta alla Wells Fargo al fratello minore Morgan.
Il 28 ottobre 1880 lo sceriffo di Tombstone Fred White cercò di disperdere un gruppo di cinque ubriachi che in piena notte si erano messi a sparare alla luna su Allen Street. Il vice sceriffo Earp si trovava lì vicino nell'Owens Saloon, sebbene disarmato. Sentì i colpi di pistola e corse sulla scena, dopo aver preso in prestito una pistola da Fred Dodge, per dare manforte a White. Egli vide il tentativo dello sceriffo di disarmare Curly Bill Brocius, che però riuscì a sparargli all'inguine prima di mollare la pistola. Allora Earp sparò a Brocius, colpendolo di striscio, poi lo prese per il bavero e gli disse di alzarsi in piedi. Brocius chiese: «Che cosa ho fatto?». Fred Dodge giunse in loco e anni dopo ricordò la scena che si trovò davanti agli occhi in una lettera a Stuart Lake:
In seguito Earp alterò leggermente la storia, dicendo a John H. Flood Jr. di non avere visto la pistola di Brocius cadere a terra perché era buio, e di essersene accorto solo dopo, sparandogli pensando che fosse ancora armato.
Michael O'Rourke, un giocatore d'azzardo locale, uccise Henry Schneider, ingegnere capo della Tombstone Mining & Milling Company, giustificandosi con un atto di legittima difesa. Schneider era molto benvoluto e così una folla di minatori decise di vendicarlo, linciando O'Rourke impiccandolo a un albero. La biografia di Earp scritta da Lake descrive Wyatt Earp che da solo riesce a disperdere la folla inferocita, distogliendola dal suo proposito, ma i resoconti dell'epoca del The Epitaph danno credito a Ben Sippy di aver calmato la gente, assistito da Virgil Earp, Wyatt Earp e Johnny Behan. Nondimeno, la versione di Lake aggiunse un alone di leggenda alla figura di Earp come uomo di legge.

#### Sparatoria all'O.K. Corral

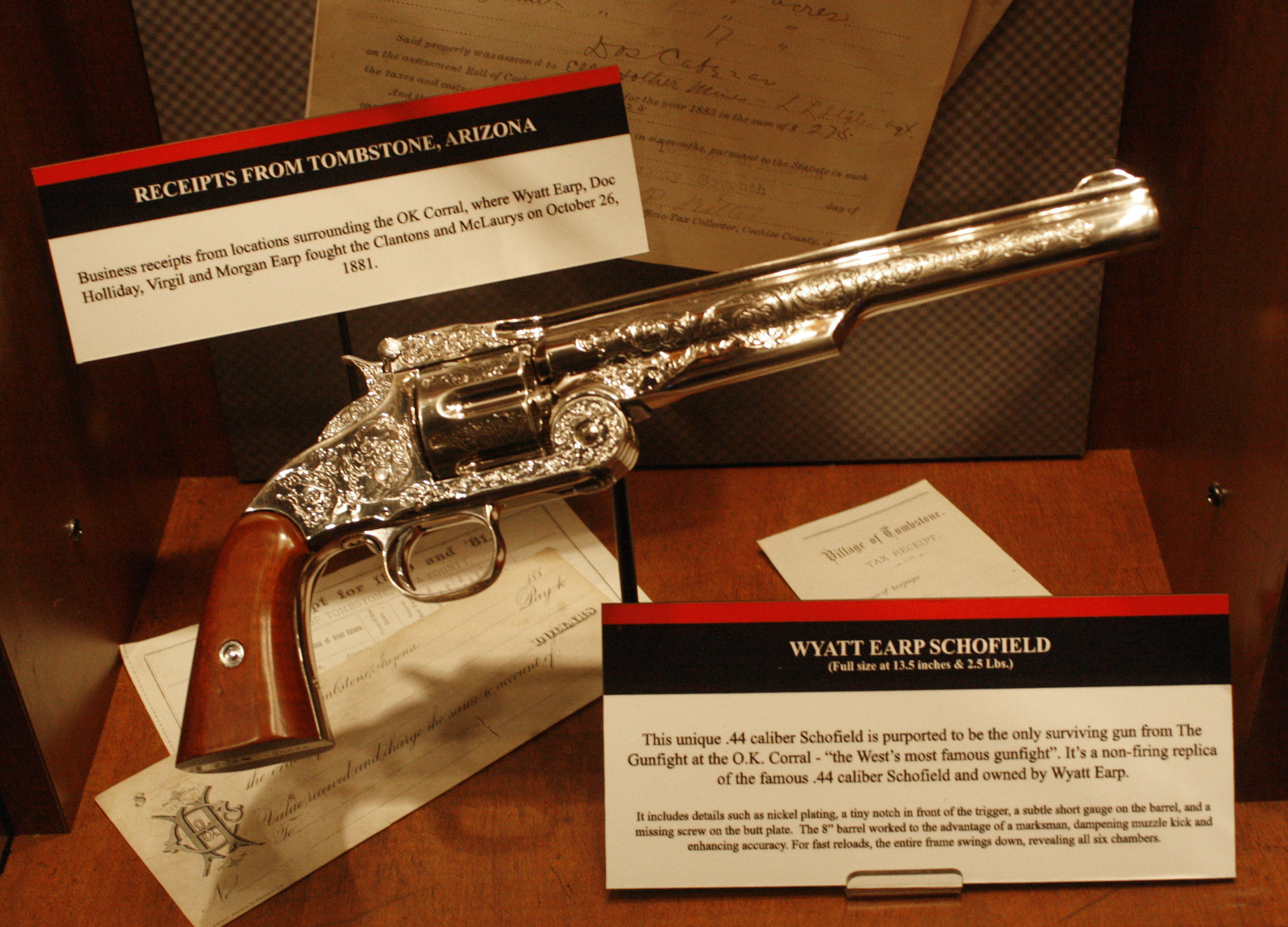
Replica della pistola calibro 44 modello Schofield utilizzata da Wyatt Earp durante la celebre sparatoria all'O.K. Corral

L'episodio chiave che portò alla sparatoria più celebre che vide coinvolto Wyatt Earp fu un tentativo di assalto alla diligenza avvenuto il 15 marzo 1881, nel quale persero la vita due persone, il conducente Eli "Budd" Philpot e un passeggero di nome Peter Roerig. All'epoca Wyatt Earp concorreva all'elezione di sceriffo della Contea di Cochise e aveva come avversario Johnny Behan. Wyatt affermò in seguito di aver cercato di indurre Ike Clanton a rivelare i nomi degli assalitori promettendogli di consegnargli la taglia offerta dalla Wells Fargo, titolare della diligenza assaltata. Probabilmente Wyatt era convinto che la gloria per aver acciuffato i rapinatori della diligenza l'avrebbe sostenuto nella corsa all'elezione di sceriffo e affermò che Ike Clanton avesse rifiutato l'offerta dopo che i veri responsabili della rapina erano stati tutti uccisi in altri episodi. Ike Clanton, da parte sua, affermò al processo che Wyatt e Doc Holliday fossero entrambi coinvolti nella rapina e che cercarono di ucciderlo perché lui ne era a conoscenza, ma non riuscì mai a spiegare per quale motivo, come lui stesso disse, i due avrebbero dovuto rivelargli una notizia del genere.
La sparatoria ebbe luogo il 26 ottobre 1881, poco dopo le 14:30, in una stretta striscia di terreno non ancora assegnata, nota come "lotto 2", nel 17º blocco, non molto distante dall'ingresso posteriore del corral (ricovero per cavalli) di Tombstone, in Arizona. I fratelli Wyatt Earp, Morgan Earp e Virgil Earp, con Doc Holliday, ingaggiarono uno scontro a fuoco con William "Billy" Claiborne, Frank McLaury, Tom McLaury, Billy Clanton e Ike Clanton. In trenta secondi furono sparati una trentina di colpi di pistola. I due McLaury furono uccisi, così come Billy Clanton, mentre Billy Claiborne e Ike Clanton fuggirono perché disarmati. Sull'altro fronte, Morgan Earp, Virgil Earp e Doc Holliday rimasero feriti, ma sopravvissero tutti.
Sebbene abbia causato un numero relativamente basso di vittime, questo scontro a fuoco viene generalmente indicato come il più celebre del Far West. È molto più noto di altre sparatorie dove le vittime furono anche più numerose (ad esempio la sparatoria dei quattro morti in cinque secondi, che coinvolse lo sceriffo di El Paso e il pistolero Dallas Stoudenmire, o la sparatoria di Hide Park nel Kansas) ed è divenuto rappresentativo di quell'epoca e di quei vasti territori di "frontiera" dove tutto era ancora da scoprire e da costruire, ma dove la legge non era ancora arrivata o vi era rappresentata troppo debolmente per poter scoraggiare i soprusi e le violenze di lestofanti e fuorilegge.

### Vita dopo Tombstone

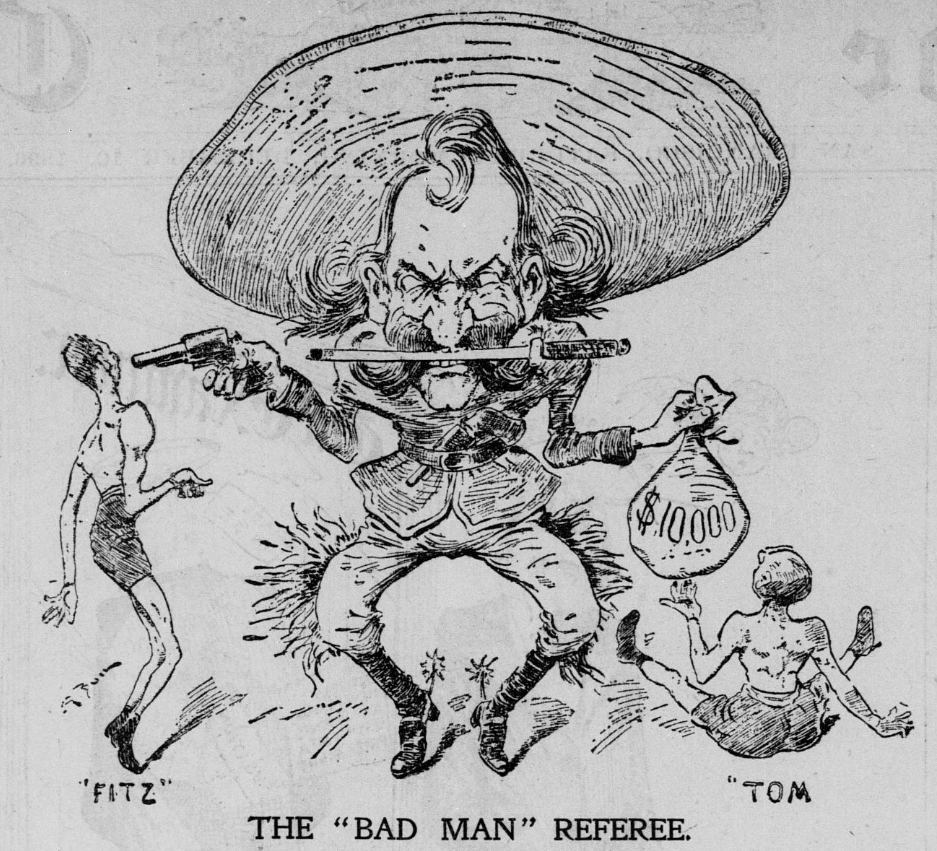
Una caricatura di Wyatt Earp risalente al periodo successivo all'arbitraggio dell'incontro Sharkey-Fitzimmons: il pubblico era rimasto così oltraggiato dalla sua decisione arbitrale, che molti giornali pubblicarono vignette umoristiche su di lui per svariate settimane ancora

La sparatoria di Tombstone durò solo 30 secondi, ma finì per condizionare l'esistenza di Earp per tutto il resto della sua vita. Dopo la sparatoria all'O.K. Corral, Frank Stilwell e i suoi complici cercarono di eliminare gli Earp per rappresaglia. Virgil Earp venne ferito e perse un braccio. Morgan Earp venne assassinato il 18 marzo 1882. Due giorni dopo, il 20 marzo, Stilwell, a quel tempo aiutante dello sceriffo della Contea di Cochise Johnny Behan, e Ike Clanton cercarono di tendere un agguato agli Earp a Tucson, ma vennero intercettati da Wyatt. Stilwell venne freddato da Wyatt Earp a colpi di doppietta. L'omicidio di Stilwell avviò la serie di episodi di violenza poi noti come "vendetta degli Earp". Poiché le sue azioni avevano iniziato a ricevere "troppa" attenzione da parte della stampa nazionale dopo l'uccisione di Stilwell e Behan aveva spiccato un mandato di cattura nei suoi confronti, Wyatt lasciò l'Arizona con suo fratello Warren, Holliday, Sherman McMaster, "Turkey Creek" Jack Johnson e Texas Jack Vermillion. Il gruppo fece sosta ad Albuquerque, Nuovo Messico, dove Wyatt e compagnia si incontrarono con il vice sceriffo Bat Masterson, amico di Earp. Masterson si recò con loro a Trinidad, Colorado, città della quale divenne successivamente sceriffo.
Nel maggio 1882 Wyatt Earp partì alla volta di Gunnison, Colorado, insieme a McMaster, Vermillion e Warren Earp. Lì Doc Holliday e Wyatt Earp si incontrarono nuovamente nel giugno 1882, dopo che Earp era intervenuto in favore dell'amico che era accusato di omicidio e stava per essere arrestato. Earp vide Holliday per l'ultima volta nell'inverno del 1886, nella hall del Windsor Hotel. Josephine Marcus descrisse lo scheletrico Holliday che tossiva di continuo e si teneva in piedi a stento. Successivamente, a San Francisco, Wyatt si fece una reputazione come giocatore d'azzardo e proprietario di una scuderia di cavalli. Wyatt e Josephine rimasero a San Francisco per circa nove mesi fino all'inizio del 1883 e poi si trasferirono a Silverton, Colorado.
Nel 1884 Earp arrivò a Eagle City, Idaho, insieme a Josephine, ai fratelli Warren e James e alla moglie di James, Bessie. Eagle City era all'epoca una località dove era in corso la febbre dell'oro; attualmente è una città fantasma completamente abbandonata, situata nella Contea di Shoshone, Idaho. Dapprima Earp si unì ai cercatori d'oro e in seguito aprì un saloon chiamato "The White Elephant". Fu nominato vice sceriffo della zona e prese parte a diverse controversie sulla proprietà di miniere e giacimenti. Il 28 marzo un minatore di nome Bill Buzzard stava costruendo una casa sul terreno di proprietà di Jack Enright e i due uomini cominciarono a discutere animatamente. Buzzard sparò diversi colpi di arma da fuoco a Enright con il suo fucile Winchester, poi entrambi gli schieramenti si assestarono su posizioni difensive, sparandosi a vicenda. Earp e il fratello James aiutarono a sedare gli animi e a risolvere pacificamente la questione.
Nel 1887 Earp e Josephine si trasferirono a San Diego, California, dove stava per arrivare la ferrovia e si prospettava l'esplosione di un boom edilizio che poteva garantire grossi profitti. La coppia rimase in città per circa quattro anni, soggiornando al Brooklyn Hotel. Earp riuscì a speculare sul mercato immobiliare di San Diego e divenne proprietario di quattro saloon e case da gioco tra il 1887 e il 1896, tutti situati nella zona "rispettabile" della città. Nello stesso periodo Wyatt cominciò ad interessarsi alle corse dei cavalli e all'organizzazione di incontri di pugilato, arrivando anche ad arbitrare alcuni match a San Diego, Tijuana e San Bernardino. Nel 1891 gli Earp fecero ritorno a San Francisco per permettere a Josephine di stare vicina alla famiglia della sua sorellastra Henrietta; Wyatt mantenne il controllo delle sue proprietà a San Diego, ma in seguito non fu più in grado di pagare le tasse e vendette tutti i locali.
Il 2 dicembre 1896 Earp fu sorprendentemente scelto per arbitrare l'incontro di pugilato dei pesi massimi tra Bob Fitzsimmons e Tom Sharkey al Mechanics' Pavilion di San Francisco, un match molto atteso. Fitzsimmons era dato per favorito, ma Earp fermò l'incontro all'ottava ripresa affermando che Fitzsimmons aveva colpito Sharkey con un colpo proibito sotto la cintura, sebbene nessuno se ne fosse accorto, e decretò l'inaspettata vittoria di Sharkey, indispettendo il pubblico, circa 15.000 spettatori. Si ipotizza che Earp abbia "truccato" il match perché aveva scommesso sulla vittoria di Sharkey.

### Corsa all'oro del Klondike

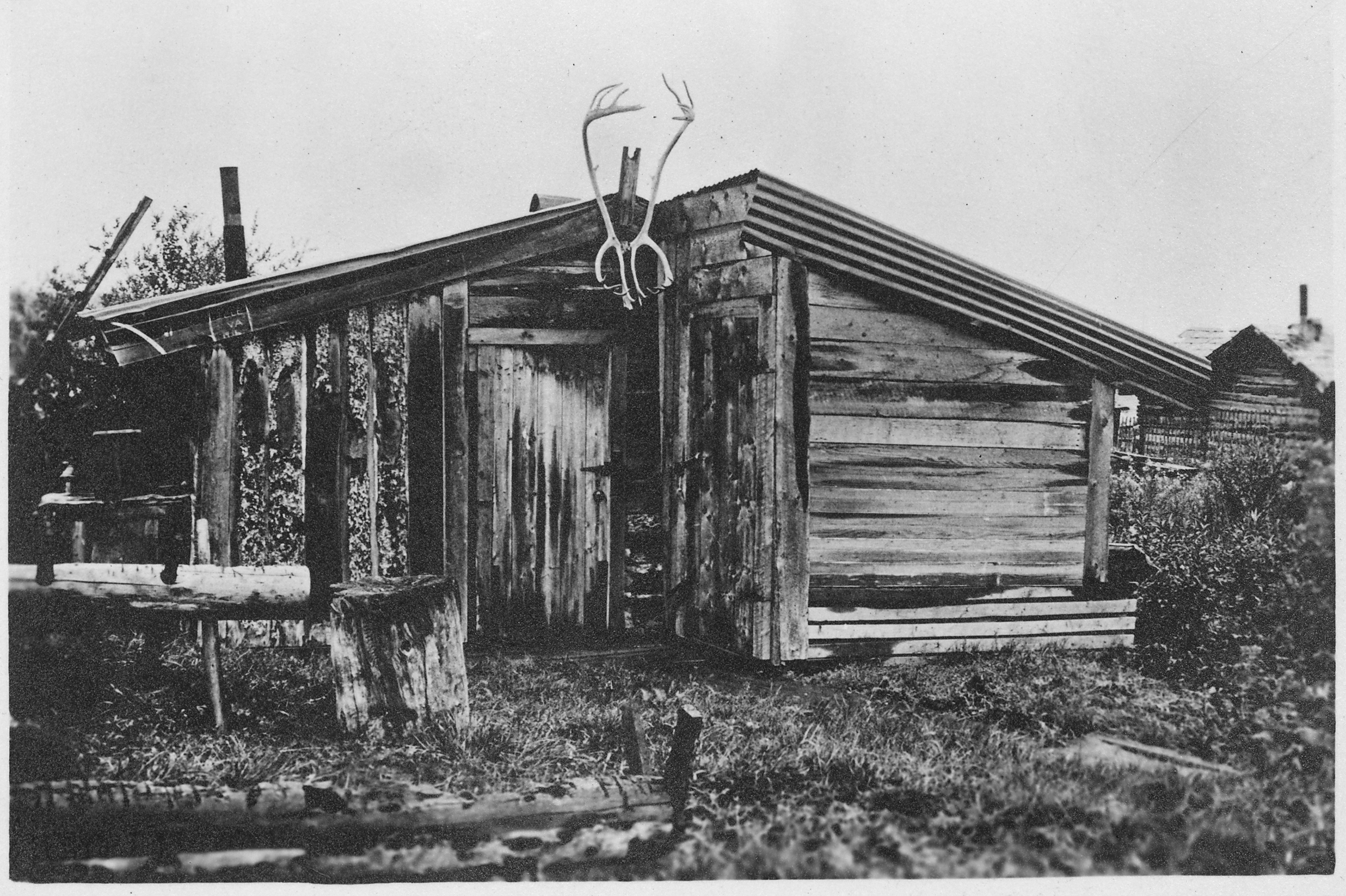
Gli Earp presero in affitto da Rex Beach questa baracca a Rampart, Alaska, e vi trascorsero l'inverno 1898-1899

Mentre si trovava a Yuma, Wyatt venne a conoscenza della corsa all'oro che era in corso nello Yukon. Il 5 agosto 1897 Wyatt e Josephine partirono alla volta di San Francisco. Era loro intenzione imbarcarsi su una nave diretta in Alaska, ma la partenza dovette essere posticipata di sette settimane a causa di un infortunio causato a Wyatt da una caduta da cavallo. Josephine scoprì di essere incinta, ma poco tempo dopo ebbe un aborto. Riuscirono finalmente a partire il 21 settembre 1897. Giunsero a Dawson, nello Yukon, a fine settembre, ma la coppia vi rimase solamente un mese. Spostandosi a nord, a Wyatt fu offerto un lavoro come sceriffo a Wrangell, Alaska, ma esercitò per soli 10 giorni. Josephine rimase nuovamente incinta e gli Earp tornarono a San Francisco l'11 ottobre a bordo della nave City of Seattle. La moglie di Wyatt abortì per la seconda volta.
La coppia trascorse l'inverno a Wrangell prima di tornare a Dawson e raggiungere in seguito la città di Rampart sul fiume Yukon. Gli Earp presero in affitto una baracca da Rex Beach per $100 al mese e vi passarono l'inverno 1898-1899.
Si spostarono poi a St. Michael, dove Wyatt aprì un piccolo negozio nella primavera 1899, vendendo birra e sigari per la Alaska Commercial Company. Ma Tex Richard, amico di Wyatt, gli scrisse una lettera consigliandogli di lasciare la cittadina perché troppo lontana dalle opportunità offerte dalla vera "corsa all'oro" e di trasferirsi a Nome, in Alaska.

### Seattle e Nome in Alaska

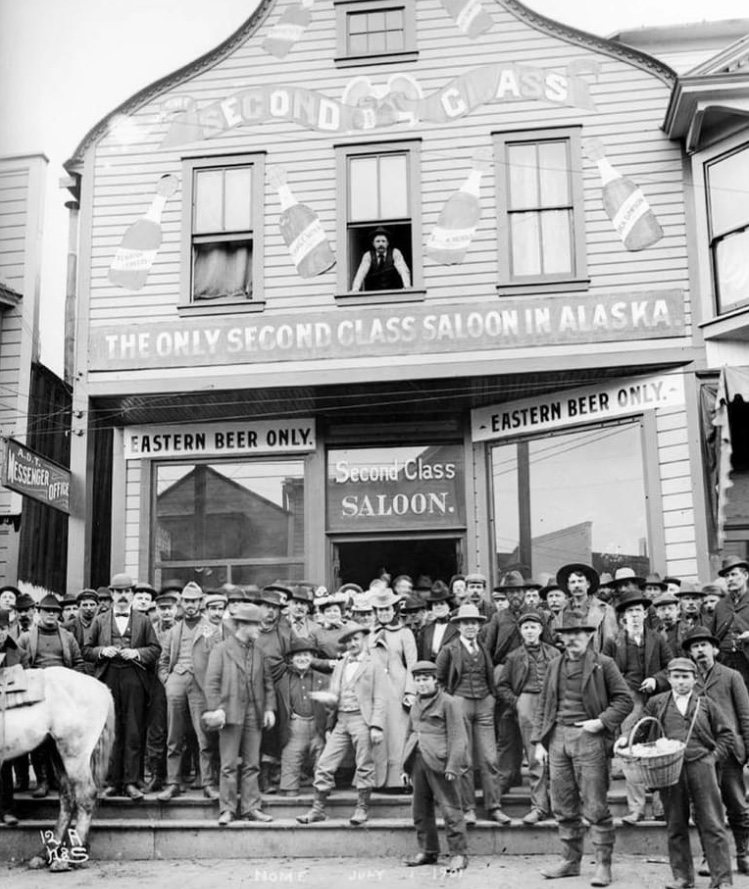
Nome, Alaska, 1901: il Dexter Saloon era di proprietà di Wyatt Earp e del suo socio Charles E. Hoxie

Earp arrivò a Seattle, Washington, con l'idea di aprire un saloon/casa da gioco. Il 25 novembre 1899 il Seattle Star lo descrisse come un "uomo di grande reputazione tra zotici e criminali". Il Seattle Daily Times fu anche più negativo, annunciando il suo arrivo in un breve articolo e scrivendo che aveva reputazione in Arizona di essere un "uomo cattivo".
Associandosi con Thomas Urquhart, noto giocatore d'azzardo locale, Earp aprì il saloon "Union Club" a Pioneer Square. Il Seattle Star scrisse che, due settimane dopo l'inaugurazione, il locale era già molto frequentato. Poiché il gioco d'azzardo era illegale, anche se ampiamente tollerato, il 23 marzo 1900 il procuratore legale dello Stato di Washington fece causa a vari tenutari di sale da gioco, inclusi Earp e il suo socio. Gli arredi della sala da gioco furono confiscati e bruciati.
Il 14 giugno 1900 Wyatt e Josephine si imbarcarono sul piroscafo SS Alliance da Seattle, con destinazione la città di Nome in Alaska. Nella cittadina, di circa 20,000 abitanti, aprirono un albergo, chiamato "The Dexter", dove era presente anche una bisca per il gioco d'azzardo. A Nome Wyatt fu arrestato due volte per reati minori, inclusa ubriachezza molesta, ma non fu mai processato. Molti membri della legge furono corrotti per non dare seguito alle accuse. Il 6 luglio 1900 Warren Earp, fratello di Wyatt, fu ucciso a colpi di arma da fuoco in un saloon a Willcox, Arizona. Wyatt venne a sapere della morte poco tempo dopo e, nonostante alcune ricerche moderne abbiano reso plausibile che egli si fosse recato in Arizona per vendicare la morte del fratello, la distanza e il tempo necessario per il viaggio furono di impedimento e non esistono prove contemporanee a supporto di tale ipotesi.
Nel novembre 1901, all'età di 40 anni, Josephine rimase nuovamente incinta (ma successivamente perse il bambino) e lei e Wyatt decisero così di lasciare l'Alaska. Vendettero le quote del Dexter al loro socio, Charlie Hoxie.
Wyatt e compagna lasciarono l'Alaska a bordo della SS Roanoke ed arrivarono a Los Angeles il 13 dicembre 1901, prendendo alloggio allo Hollenbeck Hotel.

### Los Angeles
Nel 1910, all'età di 62 anni, Wyatt Earp fu assunto dal Los Angeles Police Department come "cacciatore" di criminali da recuperare in Messico, occupazione che svolse con caparbietà e diligenza. Tale lavoro portò Wyatt al suo ultimo confronto armato. Nell'ottobre 1910 gli fu chiesto dall'ex commissario di polizia di Los Angeles H. L. Lewis di dirigere e proteggere una spedizione di topografi della American Trona Company che stava cercando di mappare alcune miniere situate nel deserto del Mojave, nella zona controllata dalla compagnia rivale California Trona Company. Wyatt e il gruppo di esperti venivano visti come degli intrusi non autorizzati in territori di proprietà privata e furono accolti con le armi dai rappresentanti dell'altra compagnia. Secondo alcuni resoconti, Wyatt estrasse dal cappotto un fucile Winchester, sparando ai piedi del federale Stafford W. Austin ed intimandogli: «Stai indietro o ti faccio saltare le cervella, o non mi chiamo più Wyatt Earp».
Il 23 luglio 1911 Earp venne arrestato a Los Angeles con l'accusa di aver cercato di truffare al gioco J. Y. Peterson, un agente immobiliare. Dato che i soldi non avevano cambiato mano, l'accusa nei confronti di Earp fu ridotta a vagabondaggio e Earp fu rilasciato dietro pagamento di una multa di 500 dollari.

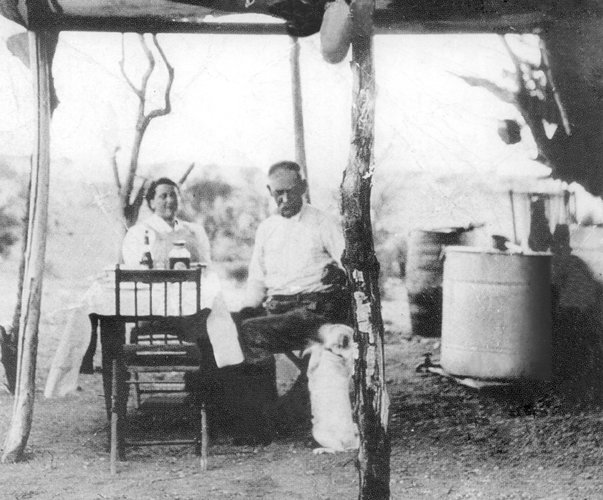
Wyatt e Josephine Earp nel loro accampamento nei pressi di Vidal, California: questa è l'unica fotografia ufficiale che li ritrae insieme

Gli Earp acquistarono un piccolo cottage a Vidal. A partire dal 1911 e fin quasi alla morte di Wyatt, i coniugi Earp trascorsero l'estate a Los Angeles e il resto dell'anno nel cottage di Vidal nel deserto.
Circa nel 1923, Charles Welsh, ingegnere ferroviario in pensione che Earp conosceva fin dai tempi di Dodge City, invitò gli Earp a far visita alla sua famiglia a San Bernardino.
Quando la famiglia di Welsh si trasferì a Los Angeles, gli Earp accettarono l'invito di stare insieme a loro per qualche tempo fino a quando non avessero trovato a loro volta una sistemazione in città. Wyatt Earp e Josephine presero in affitto un bungalow lì vicino; la figlia di Charlie Welsh, Grace Spolidora, ricorda che la moglie di Earp, non avendo mai avuto propensione per le faccende domestiche, si occupava molto poco dei mestieri o di cucinare per il marito. Lei e sua sorella Alma si preoccuparono del modo nel quale Josephine si occupava di Wyatt. Anche quando era seriamente malato, raramente cucinava per lui, e dovevano essere Spolidora e le sorelle a portargli qualcosa di caldo da mangiare.

#### Legami con la nascente industria cinematografica
Vivendo a Los Angeles nell'ultima parte della sua vita, Wyatt Earp divenne un consulente non retribuito per diversi film western dell'epoca del muto agli albori del cinema. Nel 1915, Earp visitò il set del film Il meticcio della foresta (The Half-Breed) del regista Allan Dwan, con protagonista Douglas Fairbanks.
Earp fece amicizia con William Hart e Tom Mix, due dei più famosi attori western dell'epoca. Hart era molto attento al realismo nelle sue interpretazioni e probabilmente chiese consiglio a Earp circa la reale vita dei cowboy di frontiera. Spesso Earp si recava a trovare sul set il regista John Ford. In seguito il figlio di Ford, Patrick, scrisse: "Mio padre era molto in buoni rapporti con Wyatt Earp e, anche se ero un bambino, me lo ricordo". Conobbe anche il giovanissimo John Wayne, impegnato allora sul set come aiuto di scena, che divenne un suo grande ammiratore e per lui fu sempre un riferimento nella carriera di attore.
Nel 1916 Earp andò insieme allo scrittore Jack London, che aveva conosciuto a Nome in Alaska, a visitare il set del regista Raoul Walsh, che stava girando un film in uno studio della Mutual Film a Edendale, California. Walsh invitò i due uomini a cena. Durante la cena, si unì a loro anche Charlie Chaplin, che rimase molto impressionato dall'ex sceriffo di Tombstone.
Nei primi anni venti Wyatt Earp fu insignito del titolo onorario di vice sceriffo della Contea di San Bernardino.

### Morte

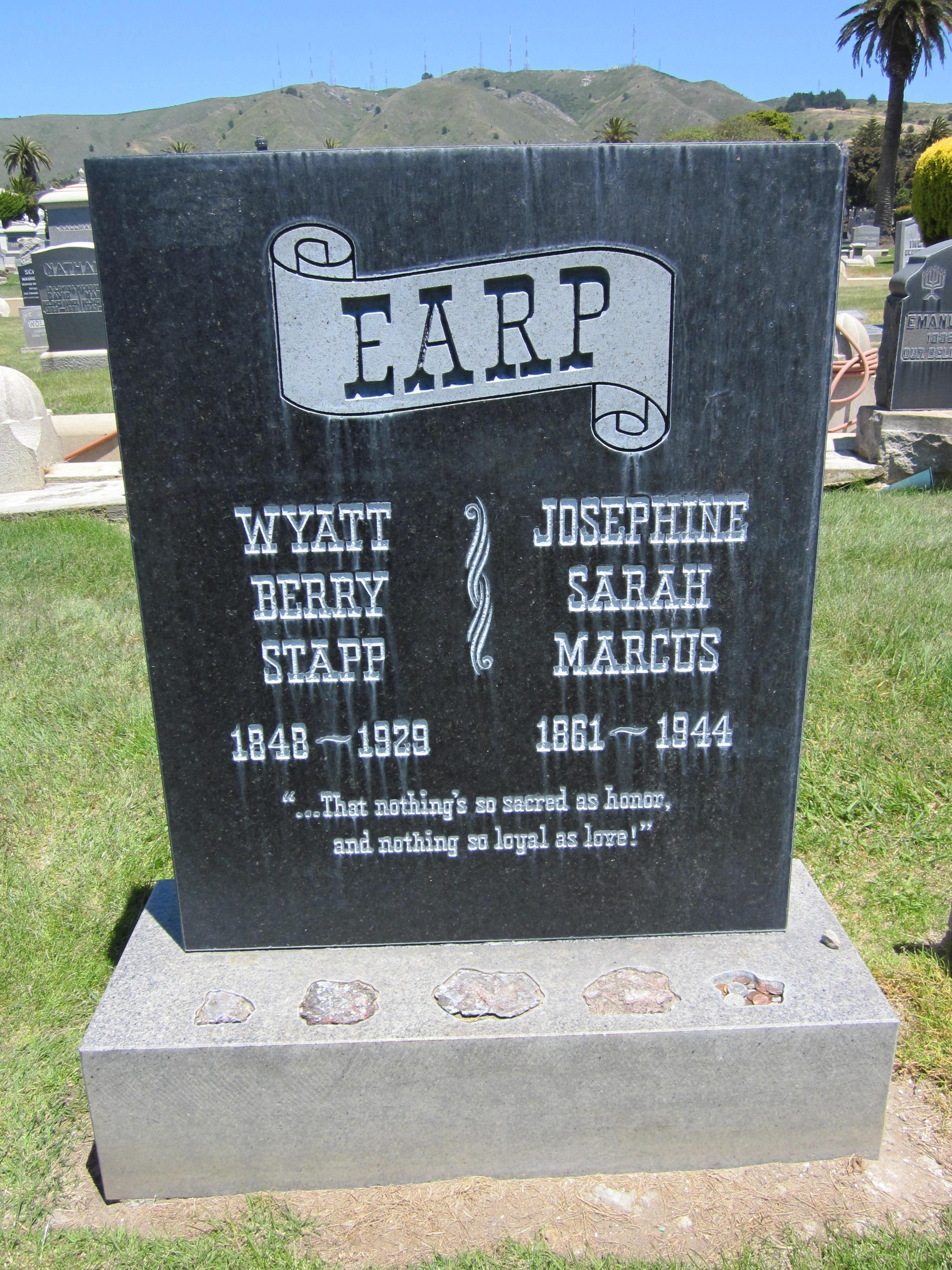
La lapide degli Earp presso lo Jewish Hills of Eternity Cemetery a Colma, California

Wyatt Earp era l'ultimo sopravvissuto dei fratelli Earp e l'unico ancora in vita della sparatoria all'O.K. Corral quando il 13 gennaio 1929 morì all'età di ottant'anni nel suo piccolo bungalow in affitto al numero 4004 W di 17th Street, a Los Angeles, a causa di una cronica infezione delle vie urinarie. Il Los Angeles Times riportò la notizia che Earp era malato di fegato da tre anni. Suo fratello Newton era morto circa un mese prima, il 18 dicembre 1928. Wyatt Earp morì senza figli: ne ebbe uno dalla prima moglie nel 1870, che però morì a un solo giorno di vita. La figlia di Charlie Welsh, Grace Spolidora, e sua nuora, Alma, furono le uniche testimoni della cremazione del corpo di Wyatt. Josephine era apparentemente troppo addolorata per assistere.

## Relazione con Josephine Marcus

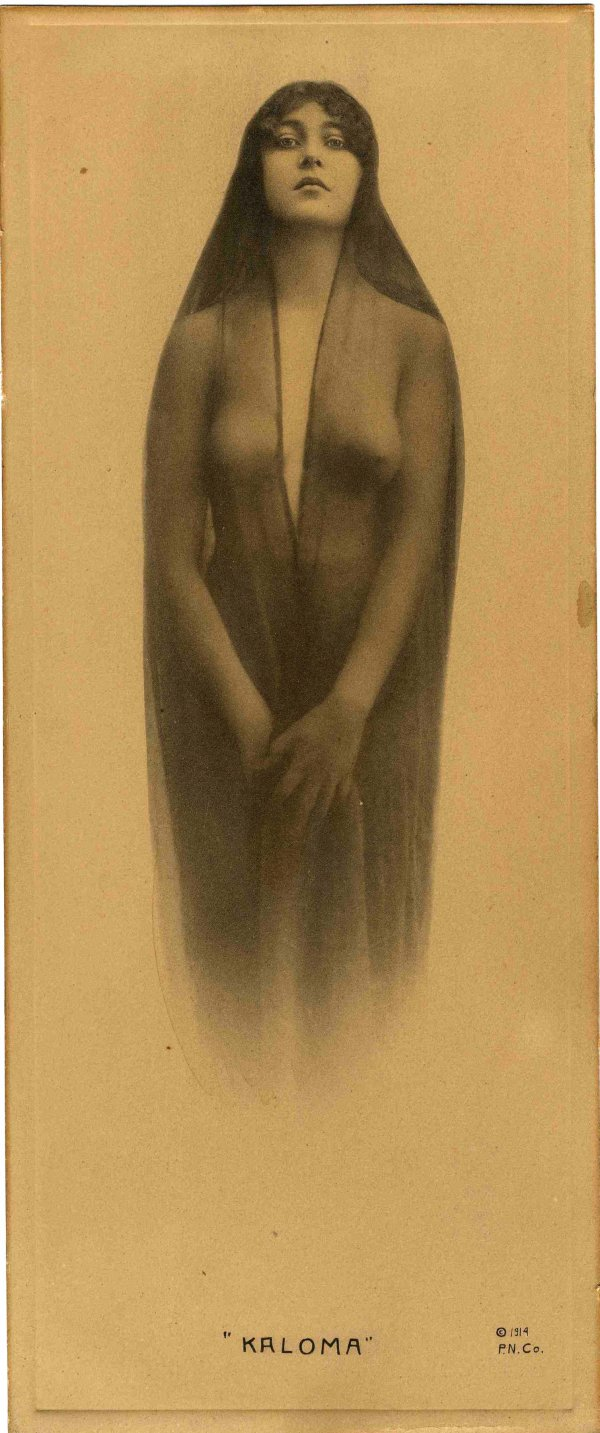
Presunto ritratto di Josephine Marcus. Fotografia originale utilizzata da Glen Boyer per la copertina del libro I Married Wyatt Earp

Josephine scrisse nelle sue memorie di aver sposato Wyatt Earp nel 1892 a bordo dello yacht del multimilionario Lucky Baldwin sulle coste della California. Raymond Nez scrisse che i suoi nonni avevano presenziato alla cerimonia, ma non esiste nessuna registrazione ufficiale del matrimonio.
La relazione sentimentale tra Earp e Josephine fu sempre burrascosa, poiché lei era dedita al gioco d'azzardo e lui le era spesso infedele. Wyatt Earp frequentò numerose altre donne durante il loro rapporto, e spesso Josephine era al corrente delle sue relazioni extraconiugali. Negli anni venti, Earp diede a Josephine documenti legali firmati e tasse di deposito per un contratto di locazione petrolifera a Kern County, California. Lei perse la proprietà al gioco e gli nascose la verità circa la reale proficuità dell'investimento. Earp diffidava delle capacità della moglie di gestire le sue finanze e prese accordi con la sorellastra Henrietta Lenhardt di occuparsi del mantenimento di Josephine una volta che lui fosse morto. Nel febbraio 1926 Josephine intentò causa alla sorella reclamando la libertà di disporre liberamente delle sue finanze.

## Wyatt Earp nella cultura di massa

### Cinema
La figura di Wyatt Earp ha ispirato numerosi registi che hanno girato film western (e non) incentrati sulla sua figura:
- Wild Bill Hickok, film western muto del 1923 di Clifford Smith, primo film dove compare il personaggio di Wyatt Earp, anche se in un ruolo marginale, e unico film prodotto quando egli era ancora in vita;
- Law and Order, film western in bianco e nero del 1932 di Edward L. Cahn, primo film a rappresentare la sparatoria all'O.K. Corral;
- Frontier Marshal, film western in bianco e nero del 1934 di Lewis Seiler, ove George O'Brien interpreta un personaggio di nome "Michael Wyatt";
- Gli indomabili (Frontier Marshal), film western in bianco e nero del 1939 di Allan Dwan, ove Wyatt Earp è interpretato da Randolph Scott;
- Tombstone, the Town Too Tough to Die, film western in bianco e nero del 1942 di William C. McGann, ove Wyatt Earp è interpretato da Richard Dix;
- Sfida infernale (My Darling Clementine), film western in bianco e nero del 1946 di John Ford, ove Wyatt Earp è interpretato da Henry Fonda;
- Winchester '73, film western in bianco e nero del 1950 di Anthony Mann. Il paese dove si svolge il torneo per aggiudicarsi il fucile Winchester è proprio sotto la tutela dello sceriffo Wyatt Earp (interpretato da Will Geer) che fa il giudice della gara di tiro;
- Wichita, film western del 1955 di Jacques Tourneur, ove Wyatt Earp è interpretato da Joel McCrea;
- Sfida all'O.K. Corral (Gunfight at the O.K. Corral), film western del 1957 di John Sturges, ove Wyatt Earp è interpretato da Burt Lancaster;
- Il grande sentiero (Cheyenne Autumn), film western del 1964 di John Ford, ove Wyatt Earp, in una parte non di protagonista, è interpretato da James Stewart;
- L'ora delle pistole (Hour of the Gun), film western di John Sturges (1967), ove Wyatt Earp è interpretato da James Garner;
- Doc, film western del 1971 di Frank Perry, ove Wyatt Earp è interpretato da Harris Yulin;
- Intrigo a Hollywood (Sunset), film-commedia del 1988 di Blake Edwards, ove Wyatt Earp è interpretato da James Garner;
- Fievel conquista il West (An American Tail: Fievel Goes West), film d'animazione del 1991, in cui il "personaggio chiave" è lo sceriffo Wylie Burp, evidente citazione da Wyatt Earp;
- Tombstone, film western del 1993 di George Pan Cosmatos, ove Wyatt Earp è interpretato da Kurt Russell;
- Wyatt Earp, film del 1994, di Lawrence Kasdan, ove Wyatt Earp è interpretato da Kevin Costner;
- Pallottole cinesi (Shanghai Noon), film western-comico del 2000 interpretato da Jackie Chan e Owen Wilson: nella scena finale del film Roy O'Bannon (Owen Wilson) dichiara che il suo vero nome è Wyatt Earp;
- Wyatt Earp - La leggenda (Wyatt Earp's Revenge), film del 2012, di Michael Feifer, Wyatt Earp è interpretato da Shawn Roberts nell'anno 1878 e da Val Kilmer nel 1907. Nel film, in un'intervista concessa ad un reporter, Earp ripensa al suo passato;
- The Ridiculous 6 (The Ridiculous 6), film del 2015 di Frank Coraci, in cui Wyatt Earp è interpretato da Blake Shelton;
- Tombstone Rashomon, film western del 2017 di Alex Cox.

### Televisione
In TV è interpretato da Don Collier nella serie televisiva Wagon Train nell'episodio The Silver Lady (1965); da John Alderson nella storia The Gunfighters (1966) della serie TV Doctor Who, dove il TARDIS si materializza a Tombstone poco tempo prima della sparatoria all'O.K. Corral. Nel 1968 viene interpretato da Ron Soble nell'episodio Lo spettro di una pistola della serie Star Trek. Nel film tv del 1983 I Married Wyatt Earp diretto da Michael O'Herlihy, e tratto dalle memorie della moglie Josephine Earp, è Bruce Boxleitner a recitare nel ruolo di Wyatt Earp. La figura di Wyatt Earp ricompare in televisione nella serie TV Deadwood, interpretato da Gale Harold. Wyatt Earp viene citato nell'episodio 5x22 di Modern Family in cui Cam afferma di avere una fibbia indossata dallo stesso Wyatt. Westworld - Dove tutto è concesso, serie televisiva ideata da Jonathan Nolan e Lisa Joy e trasmessa su HBO nel 2016: ambientata in un futuristico parco divertimenti a tema western, il nome del personaggio più malvagio è Wyatt. A lui è stato dedicato la serie televisiva Wynonna Earp, sua nipote che ha ereditato la maledizione della famiglia Earp e che ora è costretta a rimandare all'inferno i criminali, ora divenuti demoni, che suo nonno una volta uccise.

### Fumetto
A Wyatt Earp è dedicato il 6° volume della serie "I protagonisti" di Rino Albertarelli, pubblicato dalla Daim Press (ora Sergio Bonelli Editore) nel febbraio 1975; l'autore dà una connotazione fortemente negativa del personaggio, basandosi soprattutto sulle memorie scritte dalla cognata di Wyatt, Allie Sullivan.
Il personaggio compare inoltre due volte nella Saga di Paperon de' Paperoni, nel capitolo 8 (L'argonauta del Fosso dell'Agonia Bianca) e nell'8 bis (La prigioniera del fosso dell'agonia bianca), entrambi ambientati durante la corsa all'oro del Klondike. È da segnalare anche la serie regolare Marvel Comics intitolata appunto Wyatt Earp, durata 34 numeri che sono stati pubblicati in USA dal 1955 al 1973.
Wyatt è citato più volte nelle storie di Lucky Luke, ma ne è coprotagonista nell'albo intitolato O.K. Corral, pubblicato nel 1997, Lucky Luke aiuta Wyatt Earp e i suoi fratelli, per permettere elezioni oneste nella città di Tombstone.
Wyatt Earp, unitamente ai fratelli Virgil e Morgan e all'inseparabile sodale Doc Holliday, è, inoltre, il protagonista del numero 71 della collana 'Storia del West', intitolato 'I combattenti'. Anche in questo numero viene narrato il mitico scontro all'O. K. Corral. Wyatt Earp era, comunque, già apparso nella collana.